# Шунд
Шунд или шунд литература је онај део кича који се односи на књижевност. Примери су љубавни романи (тзв. љубићи), крими-, вестерн- или нинџа-романи. Немачка реч Schund би се могла превести као трице, прње, отпадак, безвредно дело.